# Nudnik 2
Nudnik #2, alternativer Titel Here’s Nudnik ist ein US-amerikanischer Zeichentrick-Kurzfilm von Gene Deitch aus dem Jahr 1965.

## Handlung
Der im einzigen verfallenen Haus einer Metropole alleinlebende Nudnik ist ein Pechvogel: Er schläft in einem als Sessel zusammengeklappten Bett. Als er seinen klingelnden Wecker ausstellen will, zerfällt der in alle Einzelteile. Nach dem Aufstehen klemmt sein Schlips im Sessel, der sich durch die Ziehanstrengung zum Bett auseinanderklappt, jedoch prompt zum Sessel zusammenschnappt, als sich Nudnik auf das Bett legt. Auch der Rest des Tages verläuft vom Pech verfolgt. Nudnik will sich einen Kuchen backen, doch fällt das Mehl aus der Tüte, als er sie anhebt. Der Wasserhahn lässt sich nicht zudrehen, sodass die Küche langsam vollläuft. Durch übermäßige Hefezugabe quillt der Kuchenteig in nie erreichte Größen auf und Nudnik versteckt den Teig unter anderem in verschiedenen Schubladen. Er will einen Teil des Teigs in einem Mixer verrühren, doch schreddert er so aus Versehen auch seine gesamten Ersparnisse, die in den Mixer gefallen waren. Als er den fertigen Kuchen schließlich isst, hat der die Farbe von Geldscheinen angenommen – beim Kauen findet Nudnik zudem Kleingeld im Mund.
Nudnik hat während der Backens immer wieder überschüssiges Wasser aus dem Fenster gekippt, das sich so auf dem Vordach des Hausausgangs gesammelt hat. Als Nudnik nun den Haupthahn der Wasserversorgung abdrehen will, gibt das Vordach nach und sämtliches Wasser ergießt sich über ihn. Resignierend geht Nudnik davon.

## Produktion
Nudnik #2 war der erste Film der Nudnik-Serie, die am Ende rund 15 Folgen umfasste. Hauptfigur des Films und in Nudnik #2 auch einzige auftretende Person ist der Pechvogel Nudnik, dessen Name dem Zuschauer durch ein „Nudnik for Sale“-Schild in dem Fenster seiner Wohnung bekannt wird. Nudnik #2 lief 1964 an und wurde am 1. August 1965 erstmals in den USA aufgeführt.

## Auszeichnungen
Nudnik #2 wurde 1965 für einen Oscar in der Kategorie „Bester animierter Kurzfilm“ nominiert, konnte sich jedoch nicht gegen Der rosarote Schmierfink durchsetzen.